# Gordon Wiles
Gordon Warren Wiles (St. Louis, 10 ottobre 1904 – Los Angeles, 17 ottobre 1950) è stato uno scenografo e regista statunitense.

## Biografia
Vinse il Premio Oscar nel 1932 nella categoria migliore scenografia per Transatlantico.
Prese parte come scenografo anche ai film Io e la mia ragazza (1932), Delitto in prima pagina (1950) e Daniele tra i pellirosse (1948).
Come regista diresse L'ora che uccide (1936), Regina della notte (1937), Un caso fortunato (1938), Violenza (1947) e altri.

## Filmografia

### Scenografo
- Transatlantico (Transatlantic), regia di William K. Howard (1931)

- Il trionfo della vita (Stand Up and Cheer!), regia di Hamilton MacFadden (1934)

### Regista
- Rosa de Francia, co-regia di José López Rubio (1935)
- L'ora che uccide (Charlie Chan's Secret) (1936)
- Blackmailer
- Two-Fisted Gentleman
- Lady from Nowhere
- Regina della notte
- Venus Makes Trouble
- Un caso fortunato
- Prison Train
- Forced Landing
- Violenza (The Gangster) (1947)